# 아비앙카 항공의 운항 노선
아비앙카 항공은 다음과 같은 노선을 운항하고 있다. (2019년 2월 현재)

## 운항 노선

### 유럽

#### 서유럽
- 영국
  - 런던 - 런던 히드로 국제공항
- 독일
  - 뮌헨 - 뮌헨 국제공항

#### 남유럽
- 스페인
  - 마드리드 - 마드리드 바라하스 국제공항
  - 바르셀로나 - 바르셀로나 엘프라트 국제공항

### 아메리카

#### 북아메리카
- 미국
  - 워싱턴 D.C - 워싱턴 덜레스 국제공항
  - 뉴욕 - 존 F. 케네디 국제공항
  - 로스앤젤레스 - 로스앤젤레스 국제공항
  - 마이애미 - 마이애미 국제공항
  - 시카고 - 오헤어 국제공항
  - 올랜도 - 올랜도 국제공항
  - 포트로더레일 - 포트로더레일 할리우드 국제공항
- 멕시코
  - 멕시코시티 - 멕시코시티 국제공항
  - 캉쿤 - 캉쿤 국제공항

#### 중앙아메리카
- 과테말라
  - 과테말라 시티 - 라 아우로라 국제공항
- 엘살바도르
  - 산살바도르 - 산살바도르 국제공항
- 파나마
  - 파나마 시티 - 토쿠멘 국제공항

#### 남아메리카
- 베네수엘라
  - 카라카스 - 시몬 볼리바르 국제공항
  - 포를라마르 - 산티아고 마리뇨 국제공항 계졀 전세편
- 볼리비아
  - 라파즈 - 엘 알토 국제공항
  - 산타크루즈 - 비루 비루 국제공항
- 브라질
  - 리우데자네이루 - 리우데자네이루 갈레앙 국제공항
  - 마나우스 - 에두아르도 고메스 국제공항 계졀 전세편
  - 상파울루 - 상파울루 구아룰류스 국제공항
- 아르헨티나
  - 부에노스아이레스 - 미니스토로 피스타리니 국제공항
- 에콰도르
  - 키토 - 마리스칼 수크레 국제공항
  - 과야킬 - 호세 호아킨 데 올메도 국제공항 - (아비앙카 에콰도르 운항)
- 코스타리카
  - 산호세 - 후안 산타마리아 국제공항
- 콜롬비아
  - 보고타 - 엘도라도 국제공항 허브
  - 레티시아 - 알프레도 바스케스 코보 국제공항
  - 메델린 - 호세 마리아 코르도바 국제공항 허브
  - 부카라망가 - 팔로네그로 국제공항
  - 산안드레스섬 - 구스타보 로하스 피니야 국제공항
  - 산타마르타 - 시몬 볼리바르 국제공항
  - 아르메니아 - 엘 에덴 국제공항
  - 카르타헤나 - 라파엘 뉴녜즈 국제공항 허브
  - 칼리 - 알폰소 보니야 아라곤 국제공항 허브
  - 쿠쿠타 - 카밀로 다자 국제공항
  - 네이바 - 베니토 살사스 공항
  - 리오아차 - 알미란테 파딜라 공항
  - 마니살레스 - 라 누비아 공항
  - 몬테리아 - 로스 가르존스 공항
  - 바란카베르메하 - 야리귀스 공항
  - 바에두파르 - 알폰소 소메즈 푼자메로 공항
  - 비야비센시오 - 라 반구아르디아 공항
  - 요팔 - 엘 알카라반 공항
  - 이바게 - 페랄레스 공항
  - 투마코 - 라 플로리다 공항
  - 파스토 - 안토니오 나리뇨 공항
  - 페레이라 - 마테카냐 국제공항
  - 포파얀 - 굴리엘모 레옹 발렌시아 공항
  - 플로렌시아 - 구스타보 아툰가다 파레데스 공항
- 칠레
  - 산티아고 - 코모도로 아르투로 메리노 베니테스 국제공항
- 페루
  - 리마 - 호르헤 차베스 국제공항

#### 카리브해
- 네덜란드령 신트마르턴
  - 필립스뷔르흐 - 프린세스 줄리아나 국제공항 계졀 전세편
- 네덜란드령 퀴라소
  - 빌렘스타트 - 하토 국제공항
- 도미니카 공화국
  - 산토도밍고 - 산토도밍고 국제공항
  - 푼타카나 - 푼타카나 국제공항
- 바베이도스
  - 브리지타운 - 그랜틀리 애덤스 국제공항
- 바하마
  - 나소 - 린든 핀들링 국제공항 계졀 전세편
- 아루바
  - 오라녜스타트 - 퀸 베아트릭스 국제공항
- 자메이카
  - 몬테고베이 - 생스터 국제공항 계졀 전세편
- 쿠바
  - 하바나 - 호세 마르티 국제공항
  - 바라데로 - 후안 괄베르토 고메스 공항 계졀 전세편
- 푸에르토리코
  - 산후안 - 루이스 무뇨스 마린 국제공항

## 단항 노선

### 유럽

#### 서유럽
- 영국
  - 런던 - 런던 개트윅 국제공항
- 프랑스
  - 파리 - 파리 샤를 드 골 국제공항
  - 파리 - 파리 오를리 공항
- 독일
  - 프랑크푸르트 - 프랑크푸르트 국제공항
- 네덜란드
  - 암스테르담 - 암스테르담 스키폴 국제공항

#### 중유럽
- 스위스
  - 취리히 - 취리히 국제공항

#### 남유럽
- 스페인
  - 발렌시아 - 발렌시아 공항
  - 알리칸테 - 알리칸테 공항
- 이탈리아
  - 로마 - 레오나르도 다 빈치 국제공항

#### 북유럽
- 스웨덴
  - 스톡홀름 - 스톡홀름 알란다 국제공항

### 아메리카

#### 남아메리카
- 베네수엘라
  - 발렌시아 - 아르투로 미첼레나 국제공항
- 우루과이
  - 몬테비데오 - 카라스코 국제공항
- 콜롬비아
  - 뉴퀴 - 레예스 무릴로 공항
  - 메델린 - 엔리케 올라야 에레라 공항
  - 바히아솔라노 - 호세 셀레스티노 무티스 공항
  - 아라우카 - 산티아고 페레즈 공항
  - 키브도 - 엘 카라노 공항
  - 프로비덴시아섬 - 엘 엠브루조 공항